# Negro (álbum de Ricardo Arjona)
Negro es el nombre del decimoséptimo álbum de estudio del cantautor guatemalteco Ricardo Arjona. Fue lanzado al mercado el 3 de diciembre de 2021.
El álbum se caracteriza por el estilo clásico de sus letras, con una fusión de ritmos entre el pop, la balada romántica, el tango, el country, el blues y el rock. Además, los videoclips de cada canción fueron grabados bajo formato blanco y negro, pero solo 11 de ellos fueron hechos en los Abbey Road Studios en Londres, Inglaterra. Asimismo, el álbum se estrenó después de su sencillo «Penthouse».
Se desprenden del mismo algunos sencillos como: «Mal por ti», «El flechazo y la secuela» y «No cambia nada» entre otros.

## Lista de canciones
| N.º | Título                     | Duración |  |
| 1.  | «Yo me vi (Autorretrato)»  | 3:45     |  |
| 2.  | «El bobo»                  | 4:08     |  |
| 3.  | «De la ilusión al miedo»   | 4:05     |  |
| 4.  | «No cambia nada»           | 4:10     |  |
| 5.  | «Mal por ti»               | 3:01     |  |
| 6.  | «El flechazo y la secuela» | 3:31     |  |
| 7.  | «Penthouse»                | 3:34     |  |
| 8.  | «A donde va el amor»       | 3:56     |  |
| 9.  | «Solo pienso en ti»        | 3:36     |  |
| 10. | «Ella sabe»                | 2:52     |  |
| 11. | «Me quedaré»               | 3:41     |  |
| 12. | «En vida»                  | 3:49     |  |
| 13. | «Fluye»                    | 3:48     |  |
| 14. | «Inventario»               | 2:48     |  |